# Marmorpalais
För andra betydelser, se Marmorpalatset.
Marmorpalais (Marmorpalatset) är ett slott i Tyskland, beläget i Brandenburgs delstatshuvudstad Potsdam.  
Slottet ligger i Neuer Garten öster om stadens centrum vid Heiliger See.  Det uppfördes som sommarslott i tidig klassicistisk stil på uppdrag av Fredrik Vilhelm II av Preussen, mellan 1787 och 1792, och ritades av arkitekterna Carl von Gontard och Carl Gotthard Langhans, som är mest känd för Brandenburger Tor.
Slottet användes efter Fredrik Vilhelm II:s död vid flera tillfällen som residens för den utvidgade kungafamiljen. Vilhelm I, Vilhelm II och dennes son Wilhelm bodde alla med sina familjer i slottet i perioder under sina respektive tider som kronprinsar.  
Under DDR-epoken inrymde slottet Östtysklands armémuseum.  Idag är slottet museum och förvaltas av stiftelsen Preußische Schlösser und Gärten.  Slottet med Neuer Garten utgör sedan 1990 en del av UNESCO-världsarvet Palats och parker i Potsdam och Berlin.